# Kunágota
Kunágota község Békés vármegye Mezőkovácsházai járásában.

## Fekvése
Az Alföld délkeleti részén, a román határ közelében található. Szomszédai: észak felől Medgyesegyháza, északkelet felől Almáskamarás és Nagykamarás, kelet felől Dombiratos, délkelet felől Magyardombegyház, dél felől Battonya, nyugat felől Mezőkovácsháza, északnyugat felől pedig Magyarbánhegyes; a legközelebbi városok: Battonya, Mezőkovácsháza.

### Megközelítése
A főbb útvonalak, Békés vármegye több más vidékéhez hasonlóan nagyrészt elkerülik, csak alsóbbrendű utakon érhető el. Nagykamarással és Almáskamarással a 4437-es, Dombiratos-Kevermes-Lőkösháza térségével a 4438-as, Csanádapácával és Dombegyházzal pedig a 4439-es út köti össze.
Közigazgatási határszélét egy rövid szakaszon érinti a Gyula-Makó közti 4434-es és a Magyardombegyház-Battonya közti 4442-es út is; bár utóbbinak Kunágotát érintő szakasza csak burkolatlan mezőgazdasági út. Állami közútnak számít még a központjától a délnyugati határszéléig (Kunágota, Battonya és Mezőkovácsháza hármashatáráig) húzódó, rossz minőségű út is, 44 139-es útszámozással.

## Nevének eredete
A település neve az először betelepülő kunokra és a falu egykori templomának védőszentjére utalhat.

## Története
A Kunágota helynév első említése egy 1461-es oklevélből ismert, de a mai település nem pontosan a középkori romokon épült. A középkori települést az 1596. évi tatár pusztítás néptelenítette el. Mai területe már az avar korban is lakott volt.
1843-ban újraalapította a Magyar Királyi Kamara, Csongrádból, Hevesből és Pécskáról toborzott, jelentős részben egyazon rokonságból kikerülő telepesekkel. Ekkor szerveződött a környéken az állami dohánygyár ellátására a dohánykertészet, és az alapítók célja az volt, hogy tartósan kielégítsék a dohánytermesztés hatalmas munkaerőigényét. Ennek hagyományaira és egykori gazdasági jelentőségére utal a község jelenlegi címerében a levél és az ennek fűzésére használt tű. Az első időkben a betelepítést irányító Geöcz László után Gőcz-telepnek (más források szerint Geötztelepnek) is nevezték.
A gyors ütemű, jól tervezett betelepítésből kifolyólag a település szerkezetére a mérnöki kialakítású derékszögű utca- és telekrendszer jellemző:
A kunágotai utca olyan hosszú, hogy mesélnek egy fiatalemberről, aki legénynek indult el az elején és nagyapának ért a végére. Hát ehhez nem tudok mit szólni, mert ezt még nem próbáltam. Hanem azt tudom, hogy én egy hétig mindennap mint nagyapa indultam el rajta, de egyszer sem lett belőlem fiatalember, mire a végire értem. Különben aki meg akarja tudni, milyen hosszú ez a nagy-utca, az vegye elő a múlt évben megjelent angol Harmsworth-lexikont, abban Alföld címszó alatt benne van Kunágota térképe, mint tipikus alföldi falué...

Mindegy no, örüljünk neki, ha az angolok azt képzelik, hogy minden alföldi falu olyan kiléniázott,
mint Kunágota.
A fiatal község a szociológusok érdeklődését is felkeltette, az évtizedek során számos tanulmány foglalkozott a település társadalmával.
Kunágota népessége az iparági igényeknek megfelelően jelentős ütemben gyarapodott: 1869-ben mindössze 2353, 1930-ban viszont már 6964 főt tett ki a lélekszáma. A növekedés elsősorban csak a belterületet érintette. A külterületi népesség 1930-ban meghaladta a 2000 főt, melyből azonban mindössze 400-an éltek saját tanyájukon. A többség az uradalmi majorokban, cselédsorban élt.
Az első világháborúban 216 kunágotai származású katona halt hősi halált. A második világháború idején, 1944 nyarán a községből az itt élt zsidó családokat Auschwitzba hurcolták. A 70 zsidó lakosból csak tízen élték túl a holokausztot, ők a háború után elhagyták a települést.
A község az 1950-es megyerendezéssel Békés megyei település lett; előtte Csanád vármegyéhez tartozott.
Az 1946–1947-es földreform, majd az ezt követő erőszakos téeszesítés alapvetően formálta át a lakók életét. A rendszerváltás után a település gazdasági motorjának számító Bercsényi mezőgazdasági termelőszövetkezet leépítésekbe kezdett, de még mindig a legnagyobb foglalkoztató a környéken. A település infrastruktúrája azonban fejlesztésnek indult.

## Közélete

### Polgármesterei
- 1990–1994: Ifj. Pápai Zoltán (MDF)[5]
- 1994–1998: Pápai Zoltán (MDF)[6]
- 1998–2002: Pápai Zoltán (MDF-FKgP-Kunágotai Ipartestület-Községi Gazdakör)[7]
- 2002–2006: Pápai Zoltán (MDF-FKgP-Fidesz-Ipartestület-Gazdakör)[8]
- 2006–2010: Pápai Zoltán (MDF-Ipartestület)[9]
- 2010–2014: Pápai Zoltán (Fidesz)[10]
- 2014–2019: Süli Ernő Pál (független)[11]
- 2019–2024: Pápai Zoltán (független)[12]
- 2024– : Süli Ernő Pál (Fidesz-KDNP)[1]

### Önkormányzati választások eredménye
A település polgármesteri tisztségét a rendszerváltástól 2014-ig a helyi születésű Pápai Zoltán látta el különböző pártok és helyi együttműködések jelöltjeként (1998-ban az MDF, az FKGP, a KUNÁGOTAI IPART. és a KÖZSÉGI GAZDAKÖR, 2002-ben az MDF, az FKGP, a FIDESZ és az IPAR-GAZDAKÖR, 2006-ban az MDF és az IPAR-TESTÜLET közös jelöltjeként, 2010-ben pedig a Fidesz jelöltjeként indult). 2010-ben a helyi román kisebbségi önkormányzati választáson 39 szavazó vett részt.

## Népesség
A település népességének változása:
| Lakosok száma | 2769 | 2716 | 2650 | 2365 | 2318 | 2322 | 2274 |
|               | 2013 | 2014 | 2015 | 2021 | 2022 | 2023 | 2024 |

2001-ben a település lakosságának 98%-a magyar, 2%-a cigány nemzetiségűnek vallotta magát.
A 2011-es népszámlálás során a lakosok 90,9%-a magyarnak, 3,7% cigánynak, 0,2% németnek, 0,4% románnak mondta magát (9,1% nem nyilatkozott; a kettős identitások miatt a végösszeg nagyobb lehet 100%-nál). A vallási megoszlás a következő volt: római katolikus 53,5%, református 4,9%, evangélikus 0,6%, felekezeten kívüli 19,1% (19,2% nem nyilatkozott).
2022-ben a lakosság 89,3%-a vallotta magát magyarnak, 2,1% cigánynak, 0,6% románnak, 0,2% németnek, 0,1-0,1% ruszinnak, szlováknak és szerbnek, 1,1% egyéb, nem hazai nemzetiségűnek (10,7% nem nyilatkozott; a kettős identitások miatt a végösszeg nagyobb lehet 100%-nál). Vallásuk szerint 34,5% volt római katolikus, 2,6% református, 0,4% evangélikus, 0,3% görög katolikus, 2,3% egyéb keresztény, 1,3% egyéb katolikus, 13,4% felekezeten kívüli (45,1% nem válaszolt).

## Nevezetességei
- Móra Ferenc 1926-ban honfoglalás kori lovas sírokat tárt fel itt.
- Temetőjében áll a magyar gyümölcsnemesítés egyik nemzetközi hírű úttörőjének, Bereczki Máté (Romhány, 1824. szeptember 24. – Kunágota, 1895. december 9.) pomológusnak a sírja.
- A faluban két templom található, egy katolikus és egy református. Mindkettőt ugyanaz a plébános, Bodnár Endre, vagy közismert nevén „Bandi pap” építtette, aki eredetileg katolikus plébános volt, de a katolikus templom felépítése után a helyi püspök – méltatlan magaviselete miatt – felmentette tisztségéből. A hívők egy része azonban annyira ragaszkodott hozzá, hogy felajánlották neki: térjen vissza református lelkészként, és ők is áttérnek erre a hitre.[18][19] A római katolikus templom védőszentje, Szent Imre napján megrendezett búcsúra a környező településekről is sokan visszajárnak.
- A helyi zsidó temető a régi református temető szélén kiemelt jelentőségű épített emlék.
- A település központi parkját, az egykori piacteret a helyiek által Erzsébet-faként számon tartott Nagy Tölgy díszíti.[20]
- 2000-ben rendeztek először falunapokat az augusztus 20-ai ünnephez kapcsolódóan. Azóta minden évben kétnapos ünnepségsorozattal emlékeznek meg Szent István napjáról.
- Augusztusban rendszeresen megrendezik a Kunágotai Lovasnapokat, amelyen lovasversenyek, fogathajtás, bemutatók szórakoztatják az érdeklődőket.

## Híres emberek
- Itt született Balta Manó orvos.
- Itt töltötte gyermekéveit Molnár Piroska Kossuth-díjas színésznő, a Budapesti Katona József Színház alapító tagja, a Nemzet Színésze.
- Itt született Seres József szerkesztő, kritikus, pedagógiai író (1910. január 4. – Budapest, 1984. október 9.)
- Itt született Szalkai Zoltán rendező-operatőr (1961)
- Itt született Szokolay Sándor zeneszerző (1931. március 30. – Sopron, 2013. december 8.)
- Itt született Pócsik Dénes olimpiai bajnok vízilabdázó (1940. március 9. – Eger, 2004. november 20.)
- Itt született Pócsik Dezső citeraművész
- Itt született dr. Puskás János, a Szent István Egyetem Gazdasági, Agrár- és Egészségtudományi Karának dékánja[forrás?]
- Itt született Reichmann Ernő, Ezra. Izraelben a magyar kormánytól posztumusz “Bátorságért” érdemjelet kapott 2004-ben.
- Itt született Ronyecz Mária színésznő, a Budapesti Katona József Színház alapító tagja (1944. június 25. – Budapest, 1989. november 2.)
- Itt élt és itt is halt meg báró Urbán Péter nagybirtokos, közgazdász, politikus, országgyűlési képviselő, Csanád vármegye főispánja, a település díszpolgára (1870. június 29. – 1935. augusztus 28.)
- Itt született Varga Mihály újságíró (1928. január 4. – Kecskemét, 2015. április 18.)
- Itt született 1946-ban Zsíros Géza gazdálkodó, 1990-1994 között országgyűlési képviselő (FKGP)
- Itt született Tűhegyi Mihály A Népművészet Mestere Díjas népi fafaragó mester  (1914. február 10. – Kunágota, 1995. június 19.).[18]
- Itt született H. Tóth Evíra régész (1929. szeptember 5. – 2015. május 4.)
- Itt született Kamenyeczky István (1921–2000) szobrász.

## Kunágota az irodalomban
- Kunágota a címadó helyszíne Móra Ferenc A kunágotai lovassírok című (régészeti tárgyú) elbeszélésének.
- Móra Ferenc Mit találtam a cirokföldön? című elbeszélése is kunágotai emlékeiből építkezik:

Igenis, a kunágotai magyarok a maguk szíve szántából két milliót adtak össze régészeti ásatásokra. Igaz, hogy a környéken sok a gazdag uraság és a faluban is akad néhány nagygazda kisgazda. De hogy félreértés ne legyen a dologból, a pénzt nem ezek adták. A két milliót a kunágotai lateinerek szedték össze maguk közt: a jegyzők, segéd jegyzők, tanítók, kántorok. Kivetették magukra a régészeti sarcot, „te fizetsz egy napszámot, te fizetsz kettőt”, kiki tehetsége szerint. És akadt olyan tanító, aki föllebbezett:
– Hohó, nem hagyom a jussom! Három napszámot vállalok!

Nem tudom, mikor jegyeztek föl utoljára ilyen különös dolgot a hazai annalesek. Érdemes volna a neveket is följegyezni, de nem merem. Hátha fölemelik az adójukat ezen az alapon! (Ámbár hiszen a községi végrehajtó is köztük van. Az se hagyta a jussát.)

## Testvértelepülése
- Sofronya (Románia)
- Romhány (Magyarország, Nógrád vármegye)